# Ольтінген
Ольтінген (нім. Oltingen) — громада  в Швейцарії в кантоні Базель-Ланд, округ Зіссах.

## Географія
Громада розташована на відстані близько 70 км на північний схід від Берна, 17 км на схід від Лісталя.
Ольтінген має площу 7,2 км², з яких на 5,8% дозволяється будівництво (житлове та будівництво доріг), 59,4% використовуються в сільськогосподарських цілях, 34,4% зайнято лісами, 0,3% не є продуктивними (річки, льодовики або гори).

## Демографія
2019 року в громаді мешкало 498 осіб (+11,9% порівняно з 2010 роком), іноземців було 6,8%. Густота населення становила 69 осіб/км².
За віковим діапазоном населення розподілялося таким чином: 23,3% — особи молодші 20 років, 58,6% — особи у віці 20—64 років, 18,1% — особи у віці 65 років та старші. Було 211 помешкань (у середньому 2,3 особи в помешканні).
Із загальної кількості 140 працюючих 52 було зайнятих в первинному секторі, 35 — в обробній промисловості, 53 — в галузі послуг.